# Ostdeutscher Bankenverband
Der Ostdeutsche Bankenverband (OstBV) ist die Interessenvertretung der Banken in privater Rechtsform, die ihren Sitz oder Geschäftsstellen in Berlin, Brandenburg, Mecklenburg-Vorpommern, Sachsen, Sachsen-Anhalt oder Thüringen haben. Zu seinen Mitgliedsbanken zählen Groß-, Regional- und Spezialbanken sowie Privatbankiers. Bereits 1949 gegründet als Verband des Berliner Bankgewerbes, hat der Verband seine Arbeit nach der Wiedervereinigung auf die ostdeutschen Länder ausgeweitet. Er trägt die Rechtsform eines eingetragenen Vereins.

## Aufgaben
Zu den Aufgaben des Ostdeutschen Bankenverbandes gehören unter anderem die
- Information seiner Mitgliedsbanken
- Teilnahme an der öffentlichen Meinungsbildung[3][4]
- Begleitung der Wirtschaftspolitik[5]
- aktive Entwicklung des Wirtschaftsstandortes Ostdeutschland
- Zusammenarbeit mit anderen Verbänden[6][7]

## Mitgliedschaften
Der Verband ist Mitglied im Bundesverband deutscher Banken.